# Epacra
Epacra is een geslacht van rechtvleugeligen uit de familie Gryllacrididae. De wetenschappelijke naam van dit geslacht is voor het eerst geldig gepubliceerd in 1888 door Brunner von Wattenwyl.

## Soorten
Het geslacht Epacra omvat de volgende soorten:
- Epacra aenea Brunner von Wattenwyl, 1888
- Epacra corii Karny, 1935
- Epacra modesta Brunner von Wattenwyl, 1888